# Videoherní simulátor
Videoherní simulátor (nebo též herní simulátor či simulační hra) je specifickou podkategorií videoher, jež jsou většinou navrženy takovým způsobem, aby věrně simulovaly činnosti v reálném světě. Tyto činnosti se snaží zkopírovat a napodobit a předělat do formy her, které mohou sloužit ke trénování, analýze nebo čistě k zabavení hráče. V herních simulátorech obvykle nejsou striktně definované cíle, které hráči musí plnit, a ti tak mají možnost volně ovládat svou postavu nebo prostředí.

## Podžánry

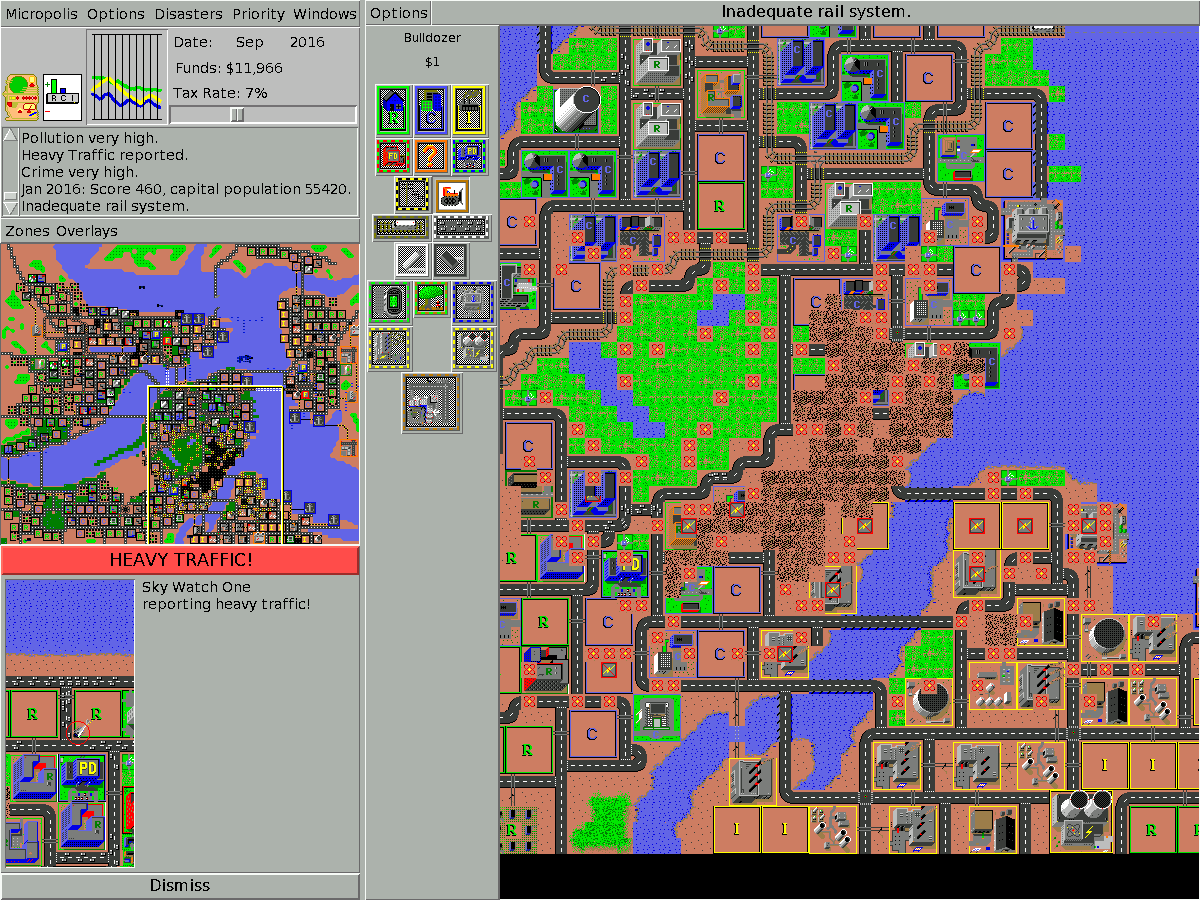
Budovatelská strategie SimCity (1989)

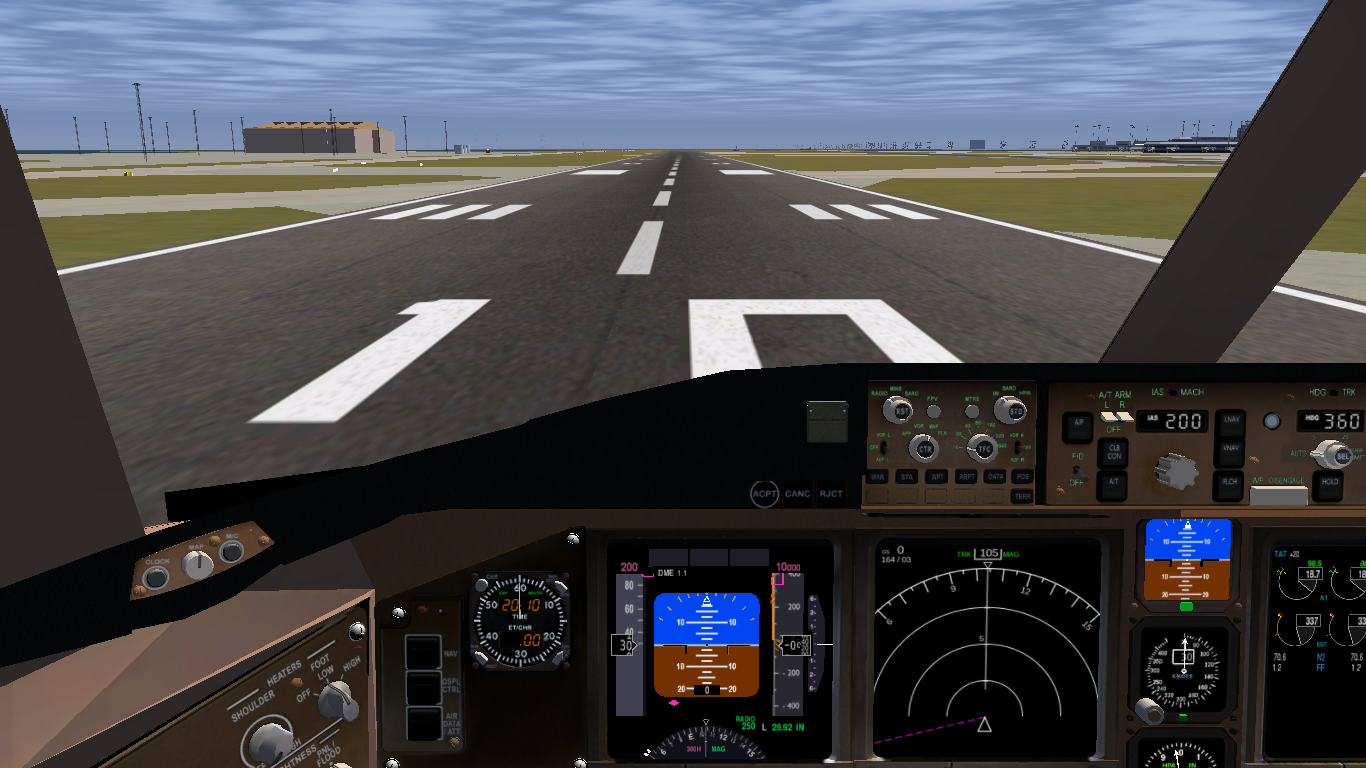
Letecký simulátor FlightGear

### Stavební simulátor
Stavební simulátor (zkratkou CMS z anglického construction and management simulation) je typ simulační hry, ve které hráči budují, rozšiřují nebo řídí fiktivní komunity nebo projekty a disponují při tom omezenými zdroji. Strategické videohry někdy zahrnují prvky stavebních simulátorů do své herní ekonomiky, protože hráči musí při rozšiřování svých projektů také dbát na správu zdrojů. Čisté stavební simulátory se od strategických her liší tím, že „cílem hráče není porazit nepřítele, ale něco vybudovat v rámci probíhajícího procesu“.

### Simulátor života
Simulátor života je podžánrem simulačních her, ve kterých hráč ovládá jednu či více umělých forem života. Tento druh simulátorů se může zabývat „jednotlivci a jejich vztahy, nebo rovnou celými ekosystémy“.

### Další typy
- Vojenský simulátor
- Dopravní simulátor
  - Letecký simulátor, včetně vesmírného a bojového simulátoru
  - Ponorkový simulátor
  - Vlakový simulátor
  - Závodní videohra, včetně závodního simulátoru

## Historie
Textová raná mainframová hra The Sumerian Game (1964) navržená designérkou Mabel Addisovou, která byla založena na starověkém sumerském městském státě Lagaš, byla prvním obchodním simulátorem. Další hrou tohoto žánru se stalo M.U.L.E. od programátorky Danielle Bunten Berryové, jež vyšlo v roce 1983.
V 80. letech 20. století se u arkádových kabinetů rozšířilo používání hydraulických zařízení simulujících pohyb. Stály za tím hry „taikan“ od společnosti Sega, přičemž „taikan“ v japonštině znamená „tělesný pocit“. První hrou od Segy využívající simulační kabinet se stal vesmírný bojový simulár Space Tactics (1981), jenž měl kabinet upraven do podoby kokpitu. V roce 1985 pak vyšla závodní arkáda Hang-On vývojářského týmu Ju Suzukiho, kterou hráči ovládali svým pohybem na replice motocyklu. Jedním z nejpropracovanějších simulačních kabinetů byl R360 (1990) od Segy, který simuloval pohyb letadla a dokázal se otáčet o 360 stupňů. Společnost od té doby pokračovala ve výrobě simulačních kabinetů pro arkády až do roku 2010.
Ve druhé polovině 80. let vyvinula společnost Codemasters a dvojčata Oliverova řadu her se slovem „Simulator“ v jejich názvu, včetně BMX Simulator (1986), Grand Prix Simulator (1986) a Pro Boxing Simulator (1988).
Ačkoli může být počátek herních simulátorů připisován Willu Wrightovi a jeho budovatelské hře SimCity (1989), skutečným předchůdcem žánru byl Fortune Builder, jenž byl roku 1984 vydán pro konzoli ColecoVision.